# NTT技術史料館
NTT技術史料館（NTTぎじゅつしりょうかん、NTT History Center of Technologies.）は、東京都武蔵野市緑町にあるNTTの企業博物館である。
2000年11月に開館。1952年に日本電信電話公社が設立した。1985年発足以降のNTTグループの技術史料を「歴史をたどる」と「技術をさぐる」の二部構成で展示している。なお、所蔵品のうち50点余りを2013年に閉館した逓信総合博物館内の「NTT情報通信館」より継承している。

## 利用案内
- 開館時間：10:00 - 17:00
- 休館日：土日祝日および年末年始
- 一般公開日：毎週木・金曜日　13:00～17:00（入場は16:30まで）
- 入館料：無料

団体利用、NTTグループ会社内利用は一般公開時間外も利用可能。

## 交通アクセス
- 西武新宿線東伏見駅南口から
  - 徒歩15分
- JR三鷹駅北口より
  - 関東バス鷹01「北裏」行・鷹02「武蔵関駅」行・鷹03「田無橋場」行にて、「武蔵野市役所前」下車、徒歩5分。
  - 関東バス鷹40「NTT武蔵野研究開発センタ」行にて、「NTT武蔵野研究開発センタ」下車、徒歩0分。

## 主な収蔵資料

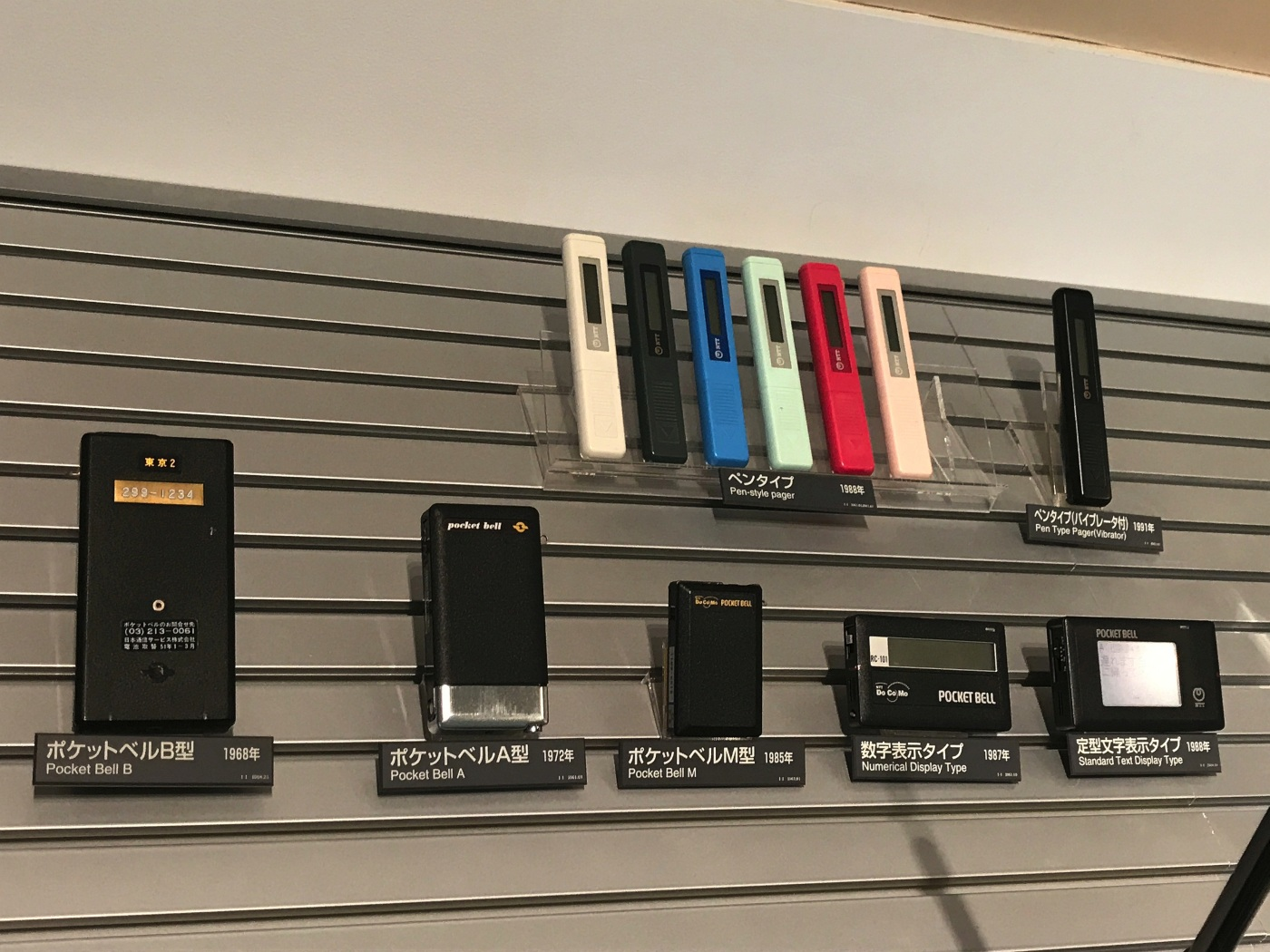
ポケットベル
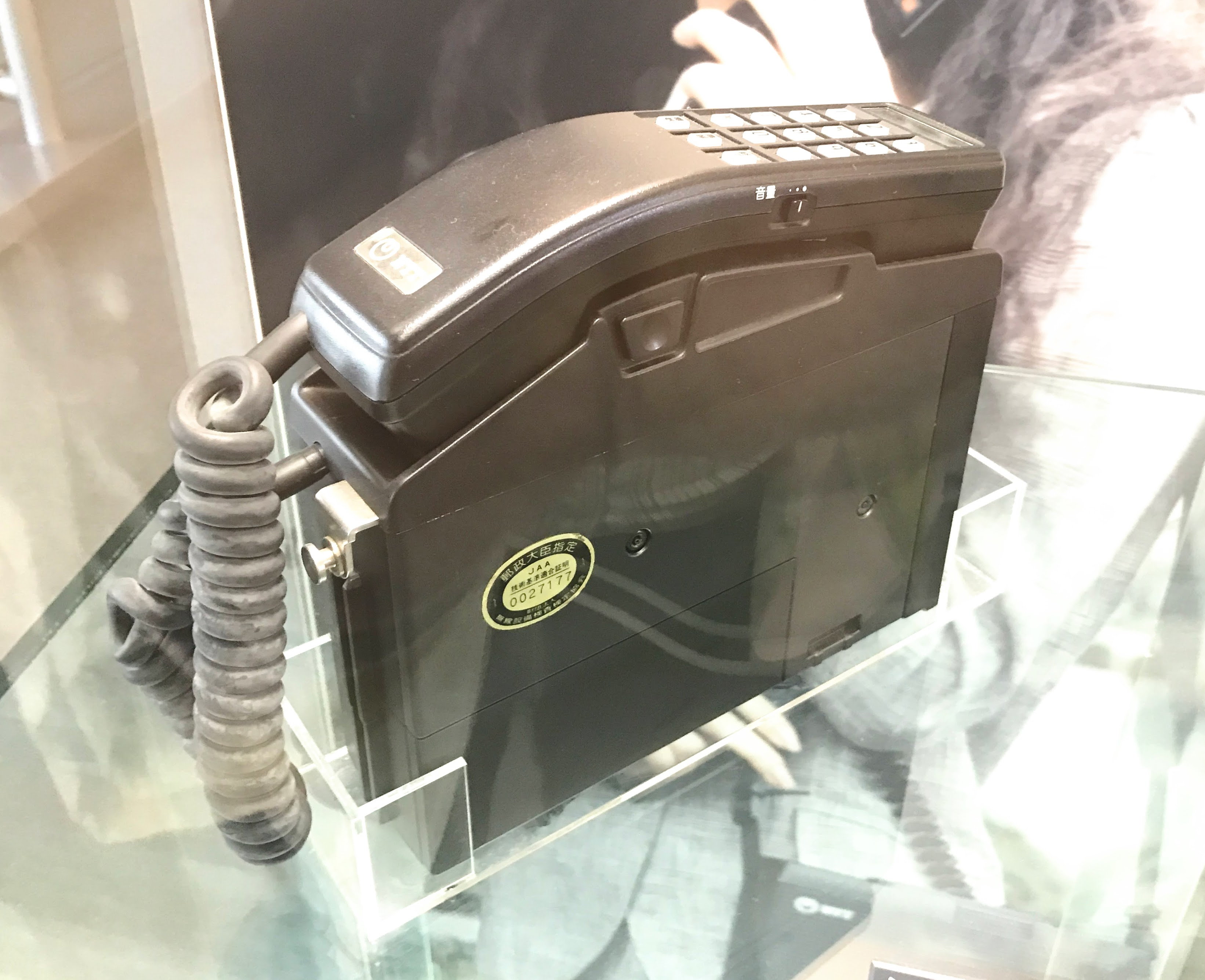
自動車電話
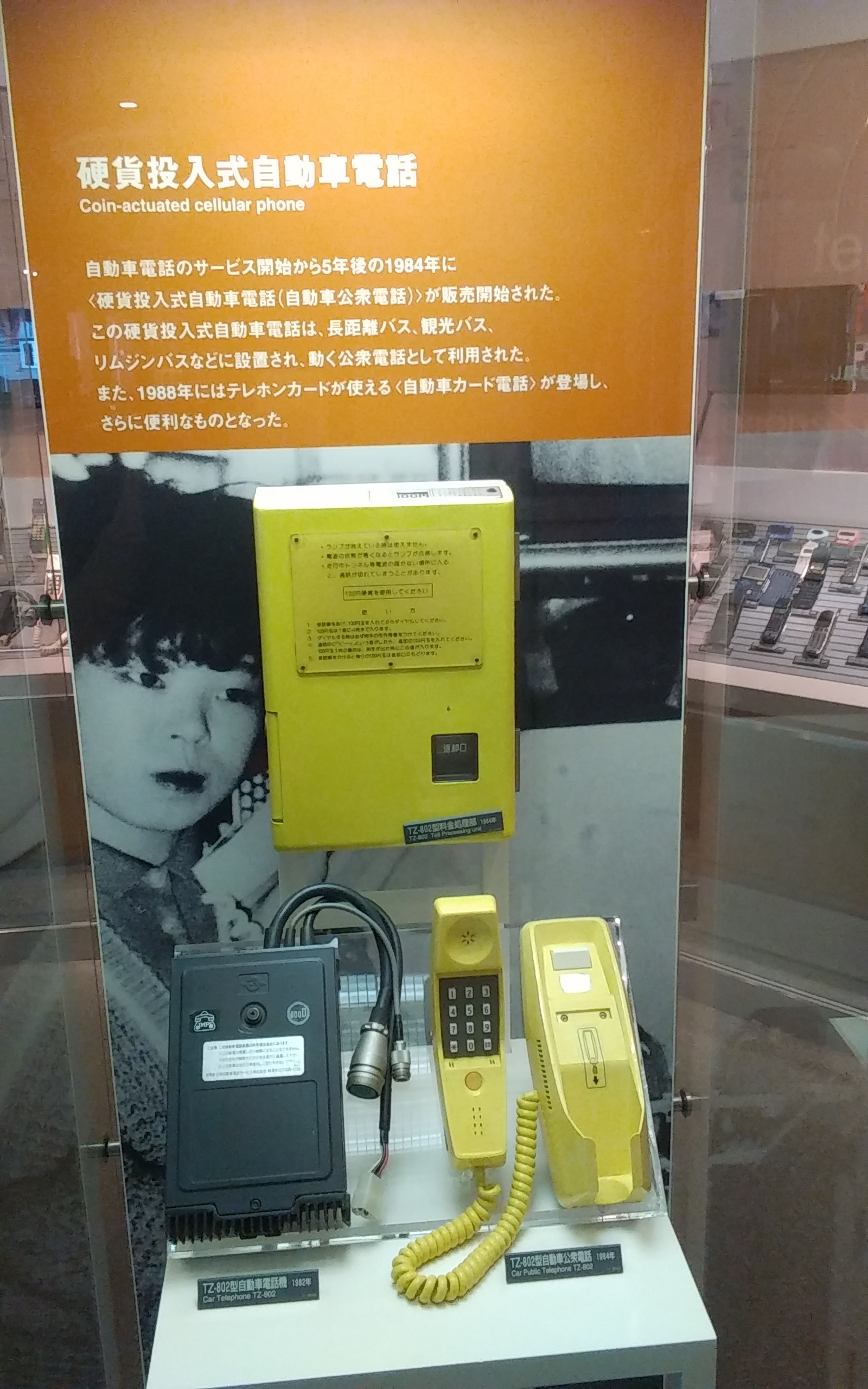
自動車公衆電話
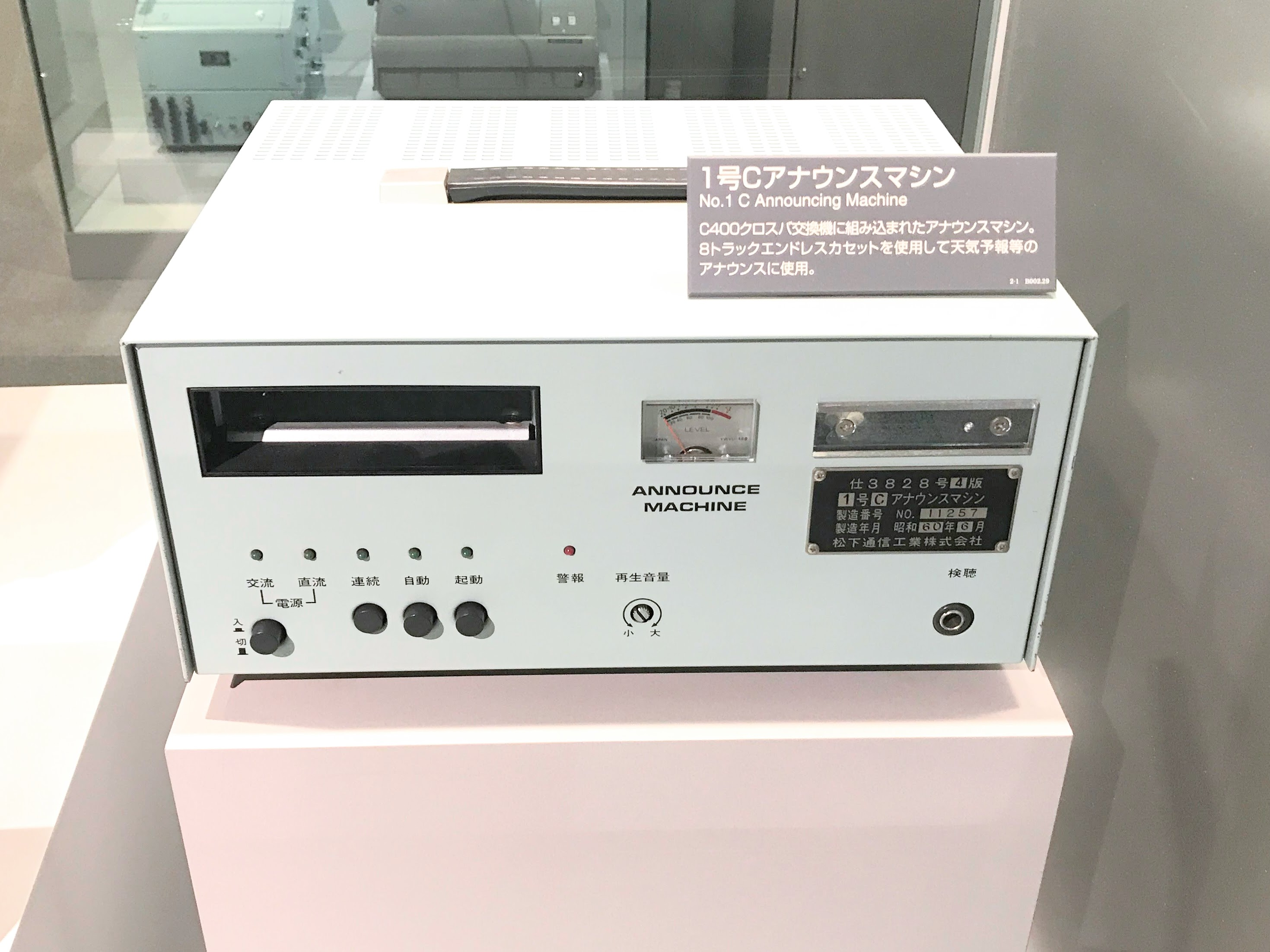
電話交換機内蔵のアナウンスマシン
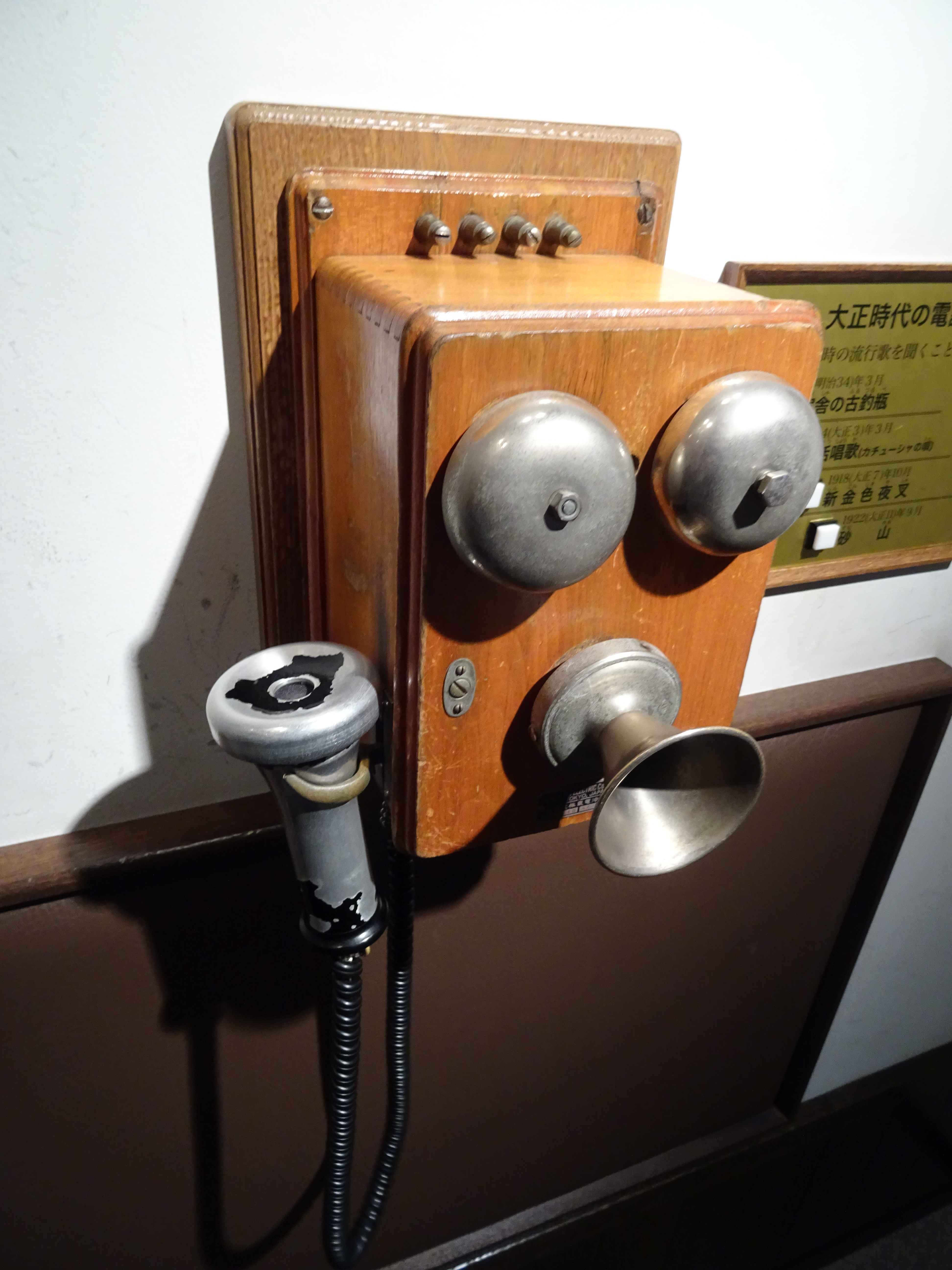
デルビル磁石式電話機
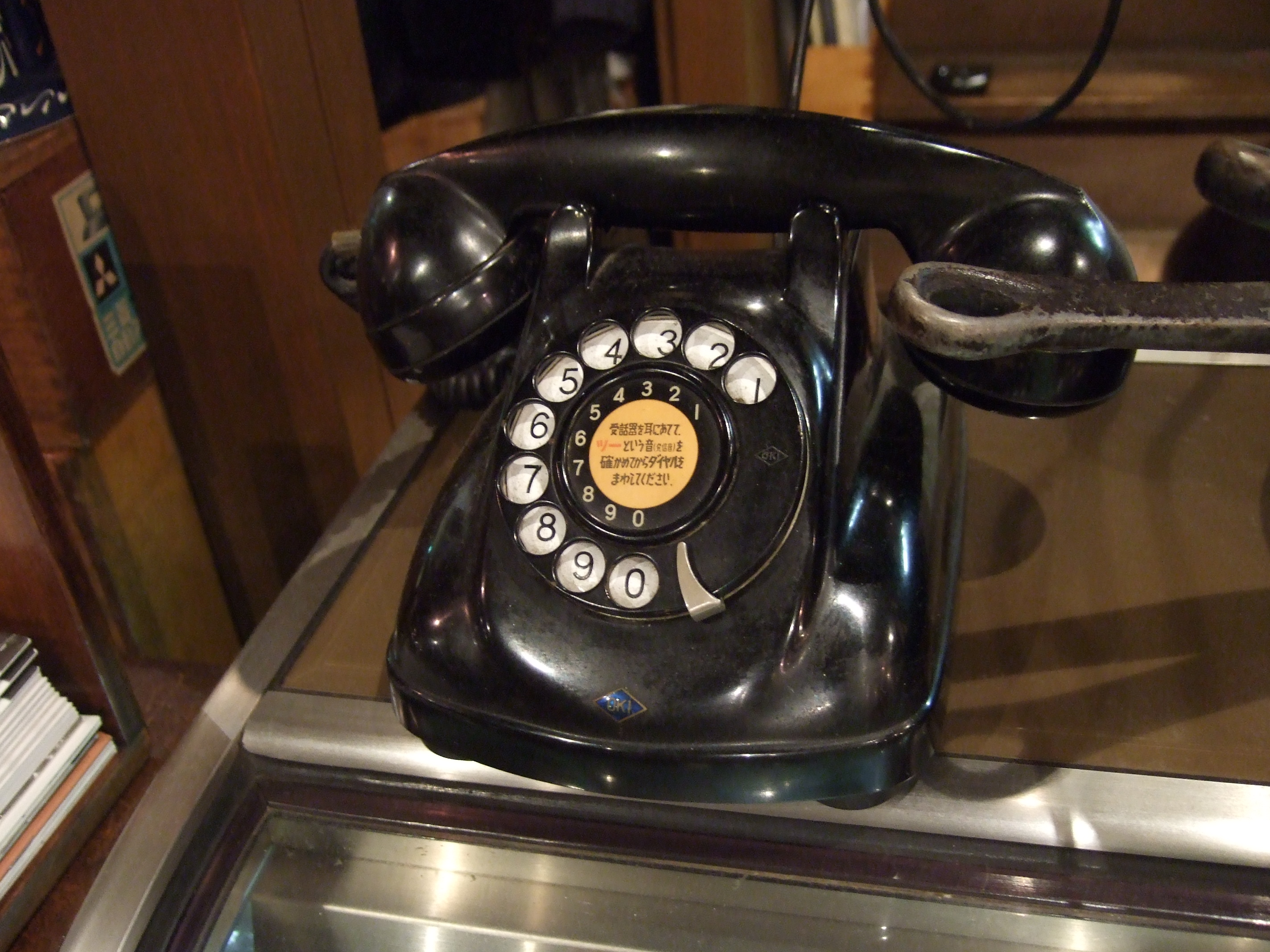
4号電話機
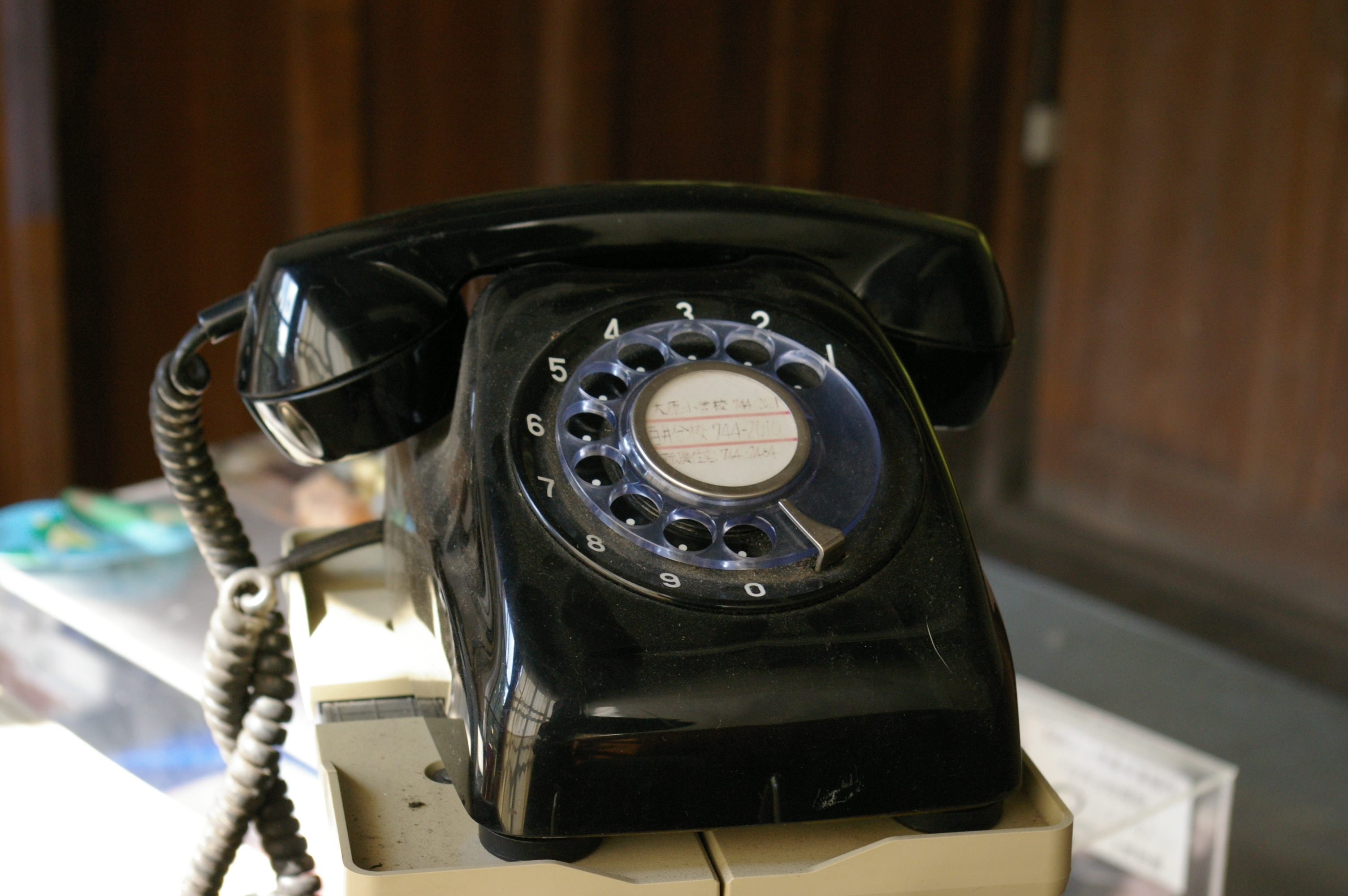
600型電話機
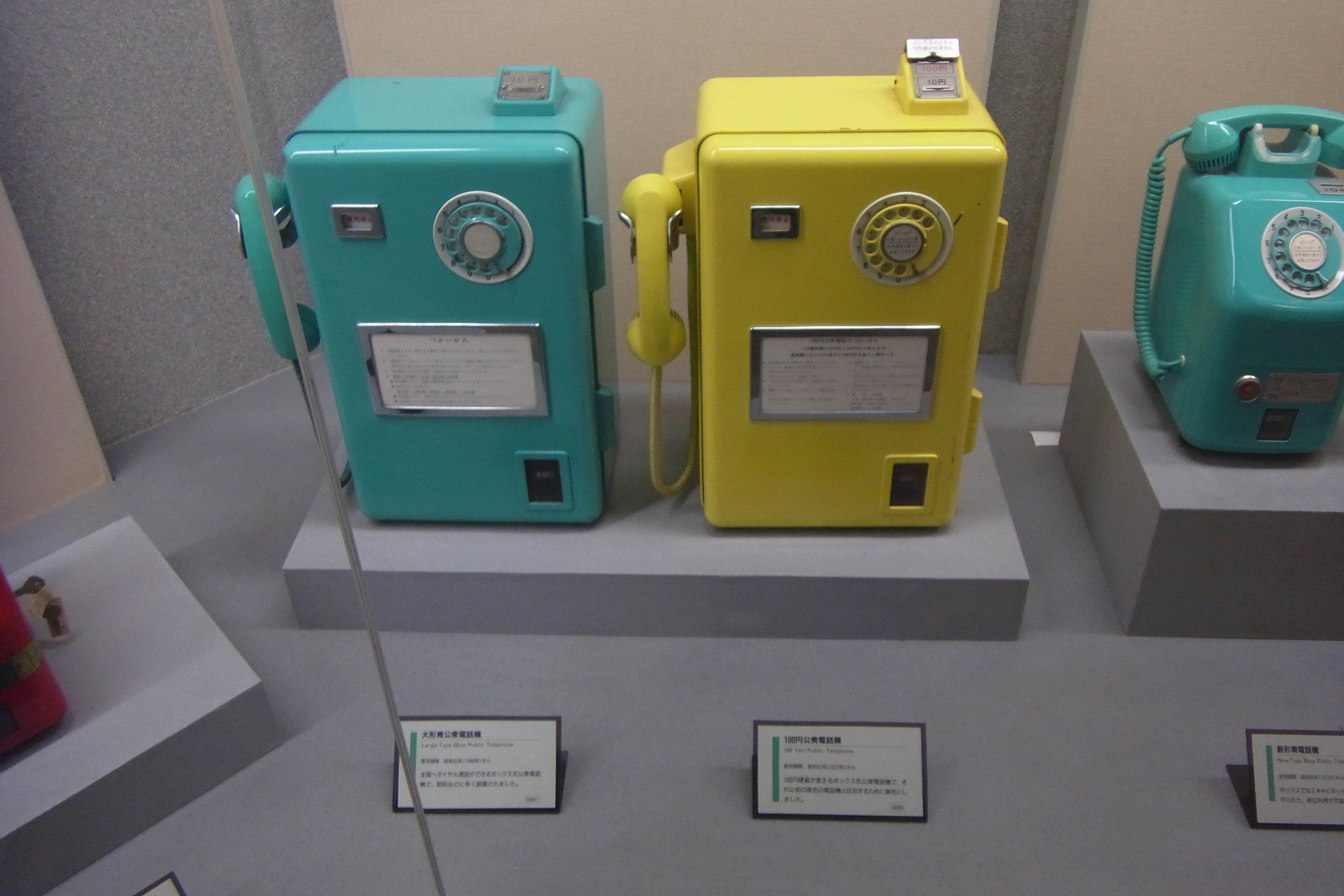
公衆電話（青電話・黄電話）
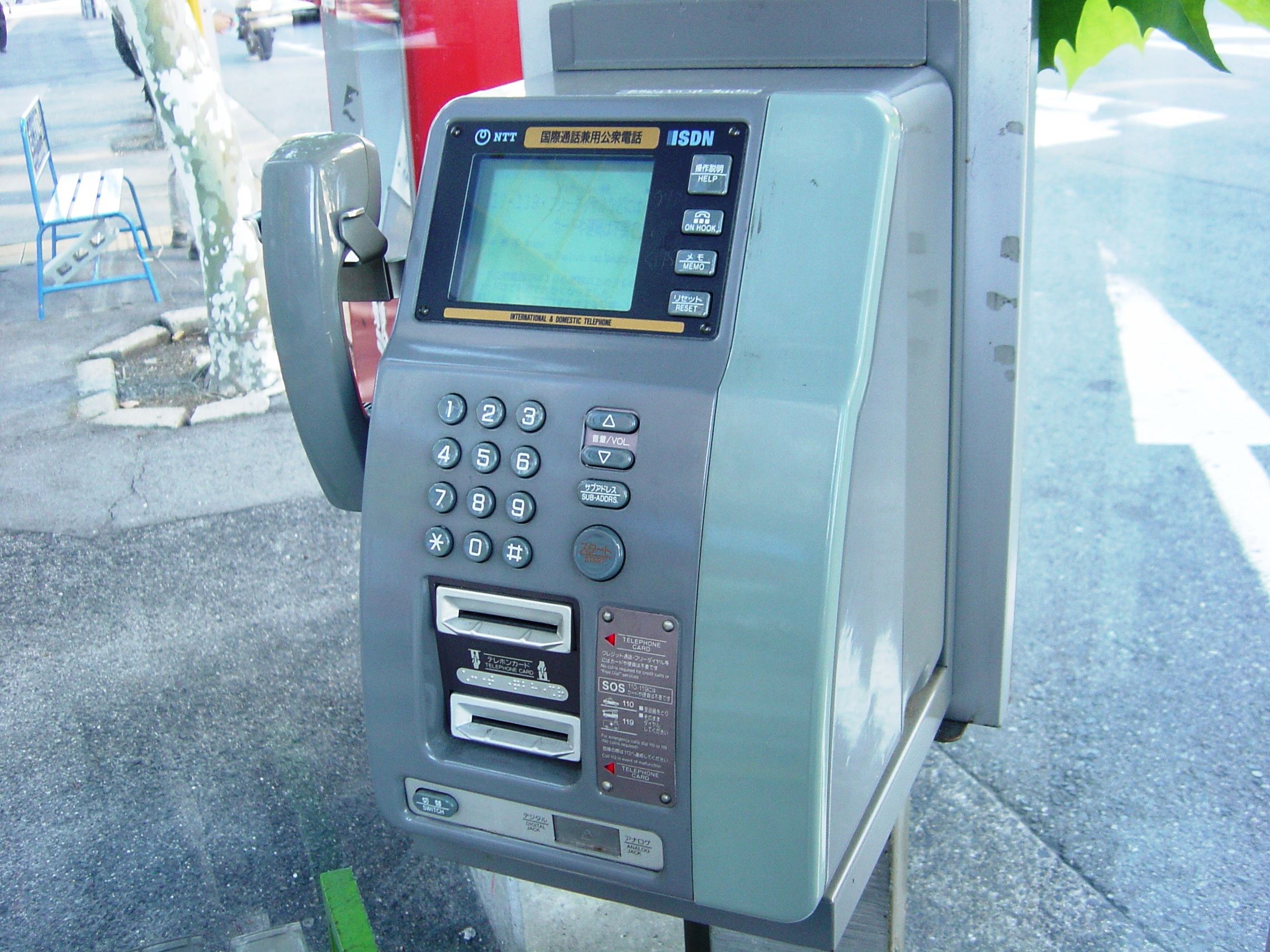
デジタル公衆電話
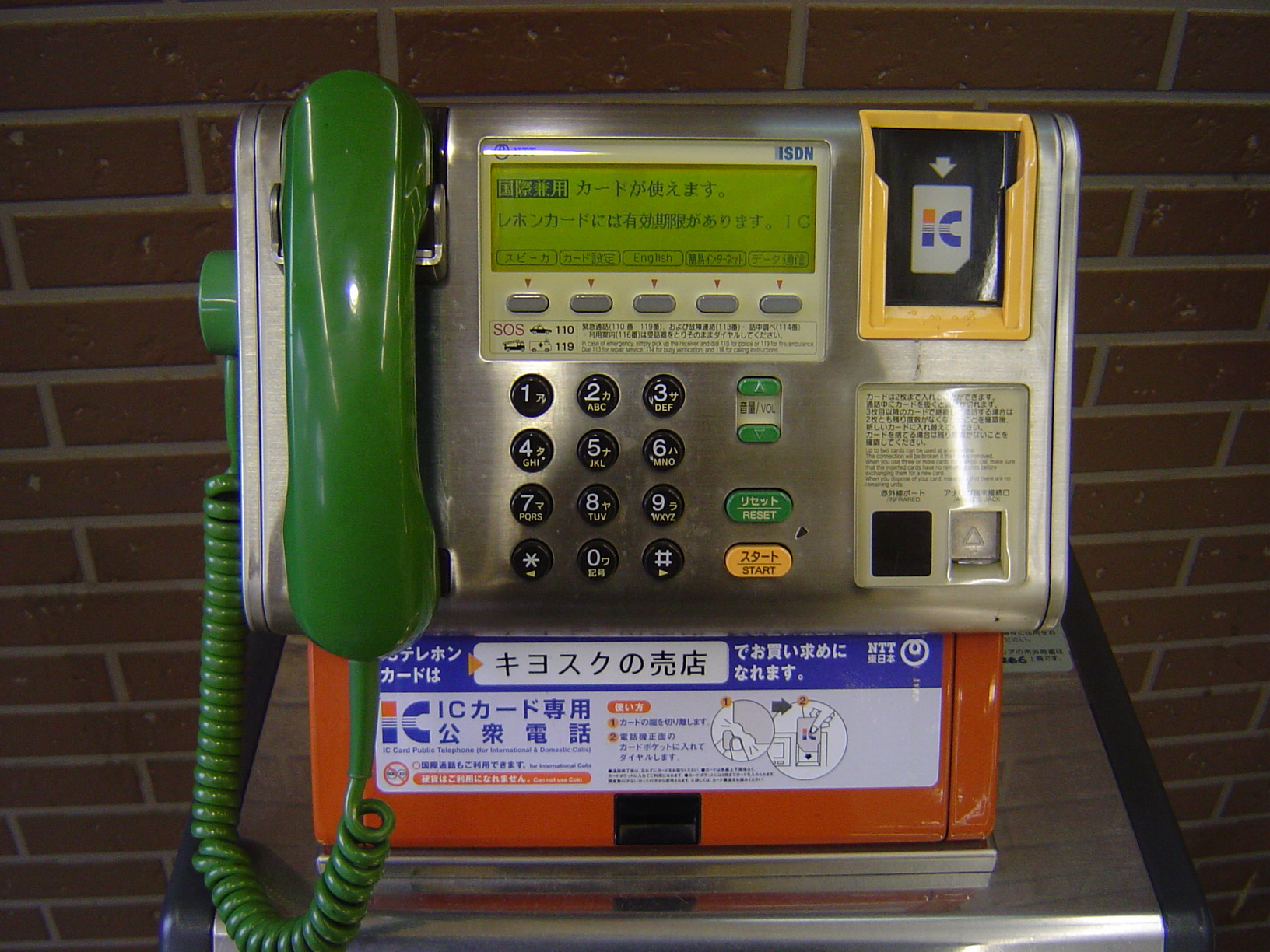
ICカード専用公衆電話機
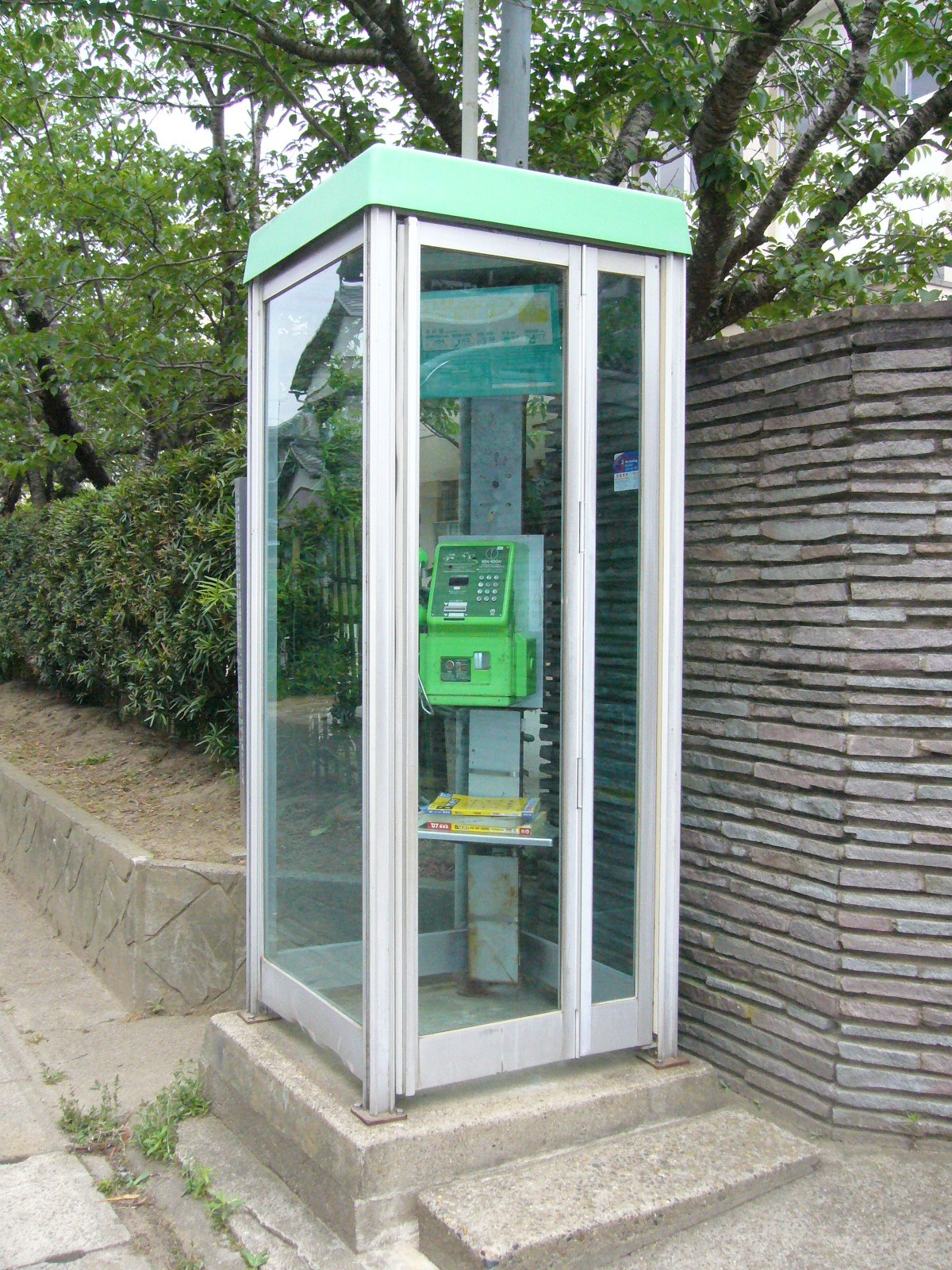
電話ボックス
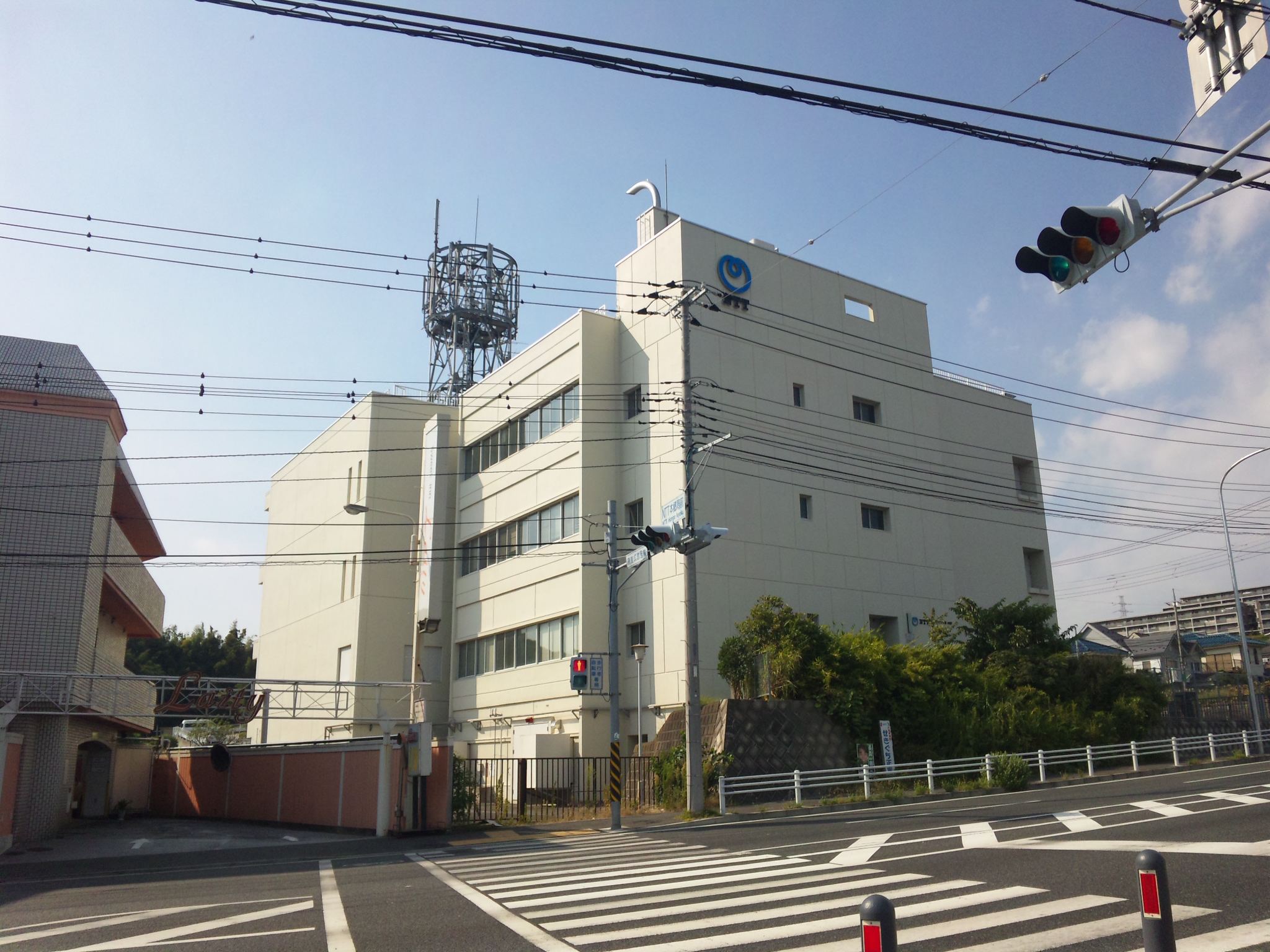
電話局局舎
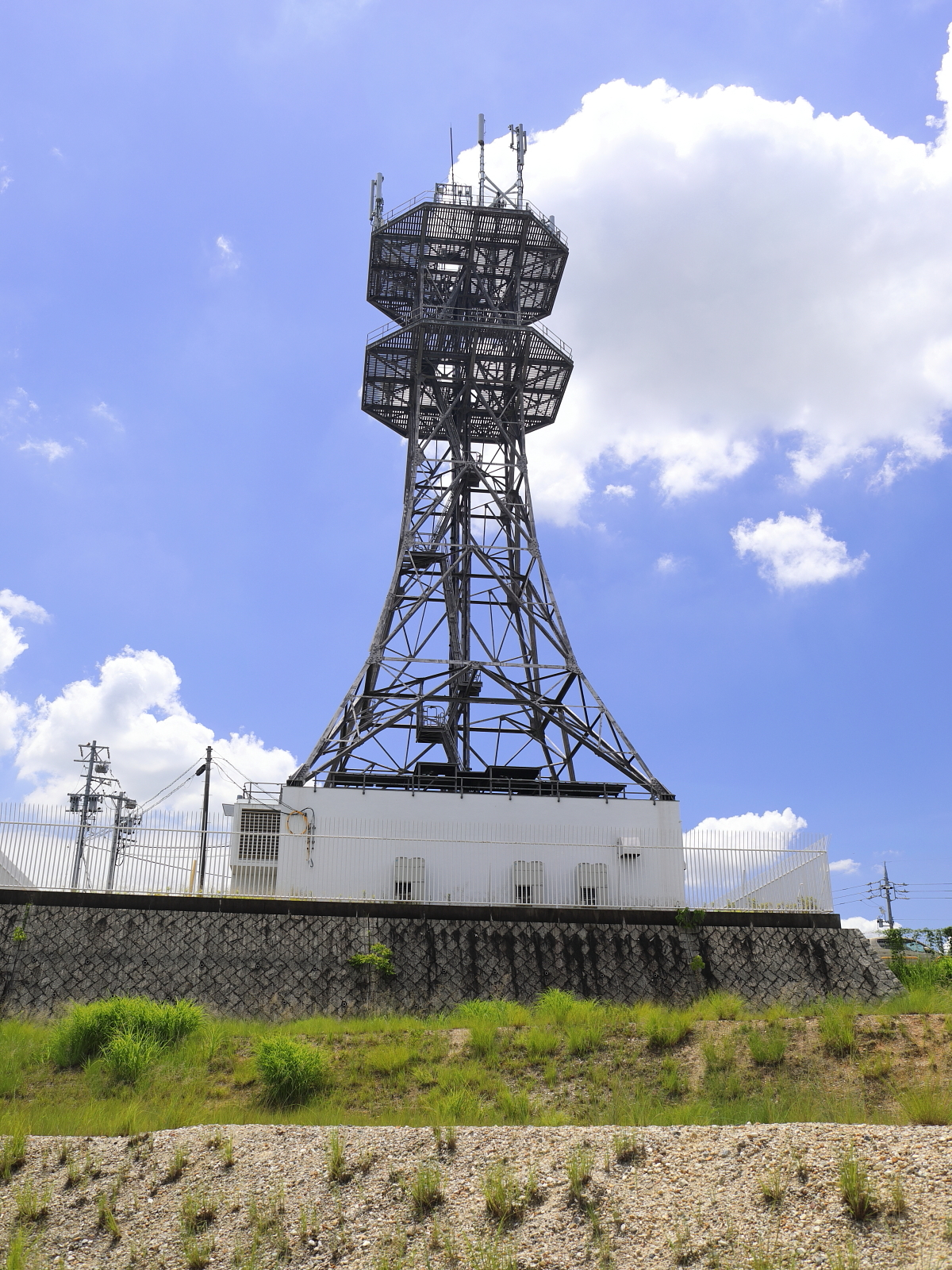
通信用鉄塔
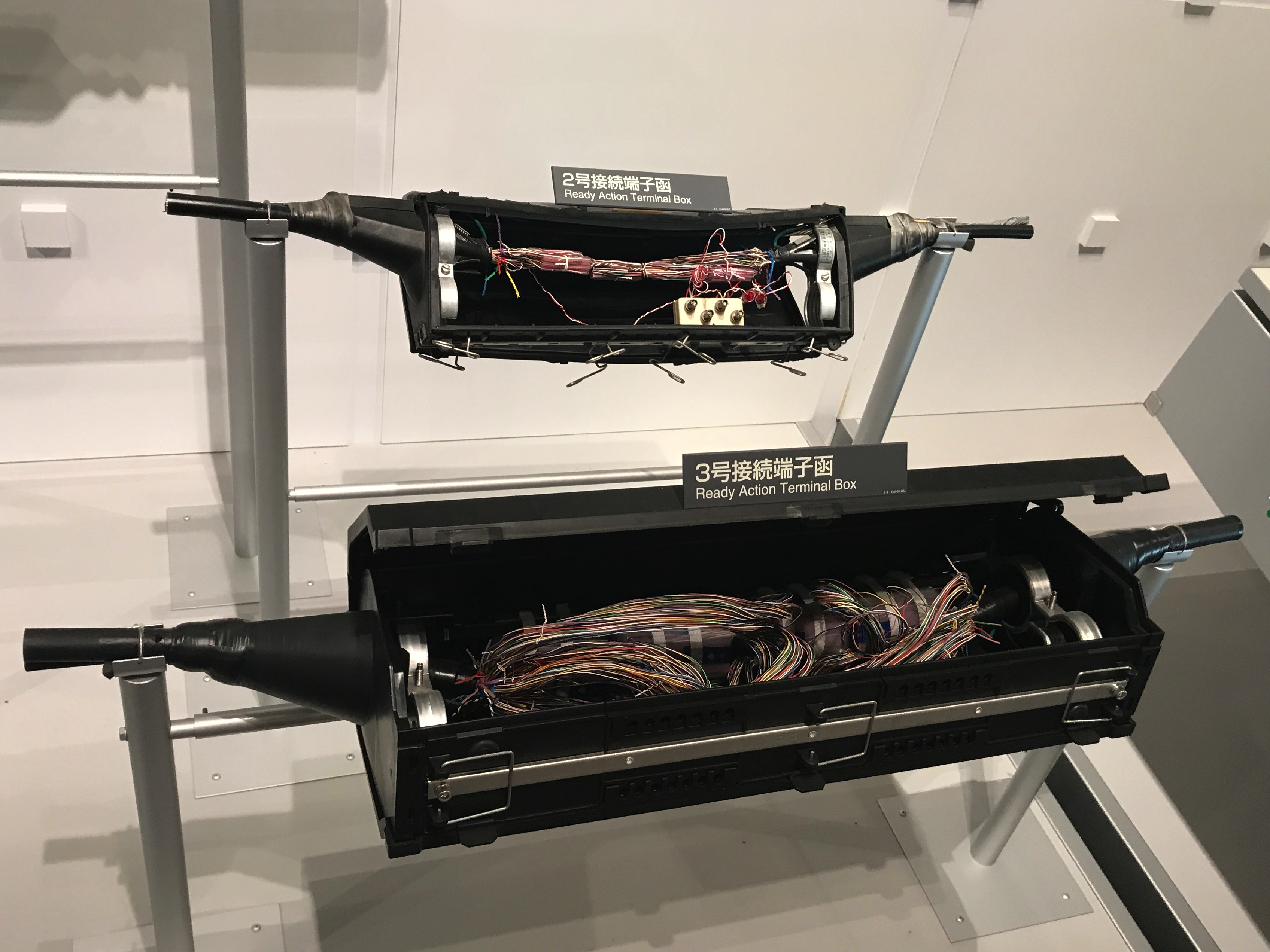
接続端子函
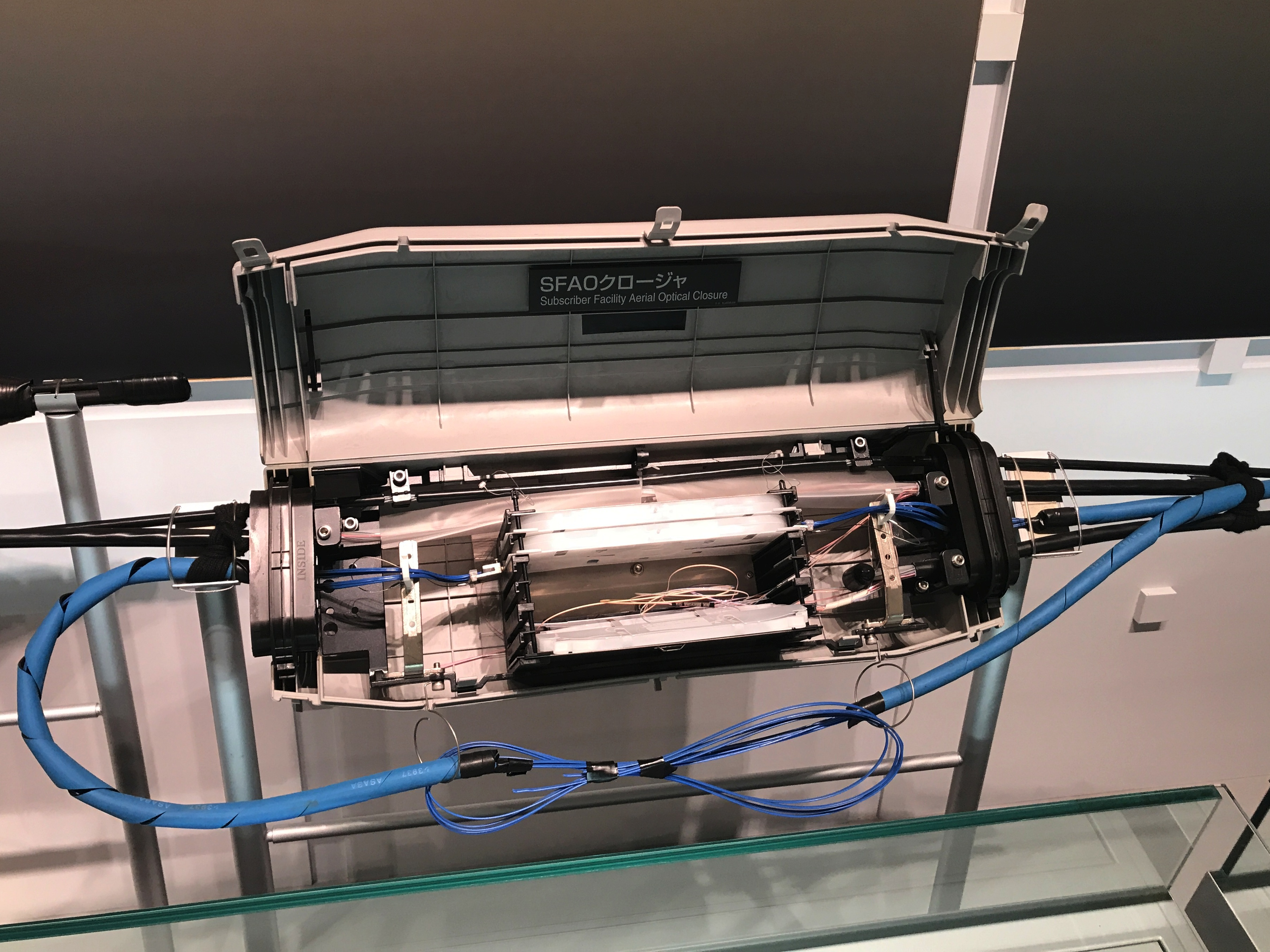
光クロージャ